# Elaphoglossum dissitifrons
Elaphoglossum dissitifrons är en träjonväxtart som beskrevs av John T. Mickel. Elaphoglossum dissitifrons ingår i släktet Elaphoglossum och familjen Dryopteridaceae. Inga underarter finns listade.